# Catalina Saavedra
Catalina Saavedra   (Valparaíso, 8 de gener de 1968) és una actriu xilena de teatre, cinema i televisió guanyadora de tres Altazor, dues com a millor actriu de teatre i un altre a millor actriu de Cinema i d'un premi Sundance com a millor actriu. És més coneguda per haver interpretat el paper protagonista en la guardonada pel·lícula La nana, on va representar a aquest personatge.

## Biografia

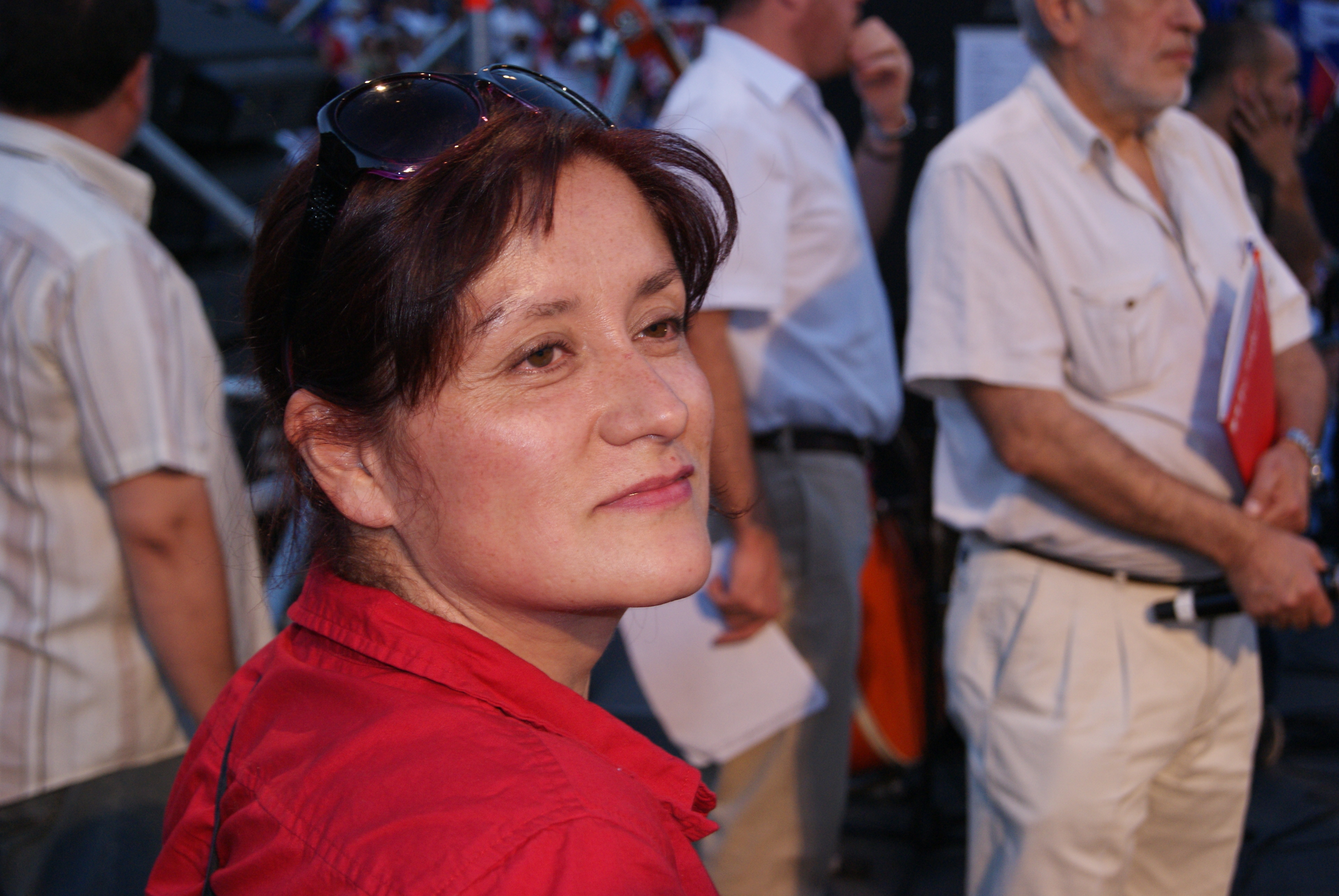
Saavedra el desembre de 2009.

Filla de l'escriptor i dramaturg Omar Saavedra Santis i de Mariana Pérez, als 10 anys va començar els seus estudis de teatre, als turons de Valparaíso i el sector de Playa Ancha -on va passar la seva infantesa- com a teló. Es llicencia a l'Escuela de Teatro Imagen (on va ingressar el 1987) dirigida per Gustavo Meza (Premi Nacional de Arts de la Representació i Audiovisuals de Xile). A més va estudiar teatre experimental a Barcelona.
Per a l'any 2008 va ser guanyadora del premi Altazor com a millor actriu de teatre per la seva participació el la obra Las brutas.
A causa del seu èxit mediàtic a nivell mundial producte de la seva actuació en la pel·lícula La Nana, dirigida per Sebastián Silva, va ser convidada per a formar part del jurat del 32è Festival Internacional de Cinema de Moscou que es va dur a terme al juny del 2010.Durant la seva visita a Moscou va donar una entrevista al reconegut presentador Mauricio Ampuero de la cadena RT en espanyol, afirmant que no li interessa internacionalitzar la seva carrera i que el preocupa la qualitat de la cultura i l'art a Amèrica Llatina. Al desembre del mateix any el crític Peter Bradshaw del diari The Guardian va destacar a l'actriu com una de les millors de l'any. Va compartir el ceptre amb actrius com Rachel Weisz, Isabelle Huppert, Kristin Scott-Thomas, Kim Hye-ja, Jennifer Lawrence, Annette Bening, Lesley Manville, Marina Hands i Marissa Gibson.

## Filmografia

### Cinema
| Any  | Títol                                            | Paper                       | Notes                                          | Ref.   |
| ---- | ------------------------------------------------ | --------------------------- | ---------------------------------------------- | ------ |
| 1994 | Hasta en las mejores familias                    | Jessica                     | Debut cinematogràfic                           | [ 9 ]  |
| 1997 | El bidón                                         |                             | Curtmetratge                                   | [ 10 ] |
| 1998 | Volando voy                                      |                             | Curtmetratge                                   | [ 11 ] |
| 2001 | Amanda, antes de la lluvia                       |                             | Curtmetratge                                   | [ 12 ] |
| 2002 | La perra                                         |                             | Curtmetratge                                   | [ 13 ] |
| 2006 | Idiotez ¿Cómo está Ud?                           |                             | Curtmetratge                                   | [ 14 ] |
| 2007 | Normal con alas                                  | Carmen Cecilia Salfate      |                                                | [ 15 ] |
| 2007 | La vida me mata                                  | Chabe                       |                                                | [ 16 ] |
| 2008 | Mami te amo                                      |                             |                                                | [ 17 ] |
| 2008 | Secretos                                         |                             |                                                | [ 18 ] |
| 2008 | ChilePuede                                       | Magda                       |                                                | [ 19 ] |
| 2008 | 31 minutos, la película                          | Cachirula de los Cachirulos | pel·lícula animada; doblatge al castellà llatí | [ 20 ] |
| 2009 | La nana                                          | Raquel                      |                                                | [ 21 ] |
| 2009 | El baile de la Victoria                          | Mare Ángel                  |                                                | [ 22 ] |
| 2010 | Un nuevo baile                                   | Neboda                      | Curtmetratge                                   | [ 23 ] |
| 2010 | Gatos viejos                                     | Hugo (Beatriz)              |                                                | [ 24 ] |
| 2011 | Quiero entrar                                    |                             |                                                | [ 25 ] |
| 2011 | La jubilada                                      | Georgina Neira              |                                                | [ 26 ] |
| 2011 | La lección de pintura                            | Leontina                    |                                                | [ 27 ] |
| 2012 | Isidora                                          | Ella mateixa                | pel·lícula documental                          | [ 28 ] |
| 2012 | Caleuche, el llamado del mar                     | Aurora                      |                                                | [ 29 ] |
| 2012 | La pasión de Michelangelo                        | Irma                        |                                                | [ 30 ] |
| 2012 | Bahía azul                                       |                             |                                                | [ 31 ] |
| 2012 | Joven y alocada                                  | Dona convertida             |                                                | [ 32 ] |
| 2013 | Las niñas Quispe                                 | Lucía Quispe                |                                                | [ 33 ] |
| 2013 | El árbol magnético                               | Carla                       |                                                | [ 34 ] |
| 2014 | Neruda                                           |                             |                                                | [ 35 ] |
| 2014 | Desastres naturales                              | Valentina                   |                                                | [ 36 ] |
| 2014 | (09)                                             |                             |                                                | [ 37 ] |
| 2015 | Las cosas simples                                |                             | Curtmetratge                                   | [ 38 ] |
| 2015 | El silencio de Isla Dawson                       |                             | Curtmetratge documental                        | [ 39 ] |
| 2015 | La mujer de barro                                | María                       |                                                | [ 40 ] |
| 2016 | Y todo el cielo cupo en el ojo de la vaca muerta |                             | Curtmetratge                                   | [ 41 ] |
| 2017 | Un día cualquiera                                | Dánisa                      |                                                | [ 42 ] |
| 2017 | La mentirita blanca                              | Leontina                    |                                                | [ 43 ] |
| 2018 | Marilyn                                          | Olga                        |                                                | [ 44 ] |
| 2018 | Un domingo de julio en Santiago                  |                             |                                                | [ 45 ] |
| 2019 | Soy sola                                         | Margarita                   | Curtmetratge                                   | [ 46 ] |
| 2019 | Ema                                              | Marcela                     |                                                | [ 47 ] |
| 2020 | La amplitud modulada                             |                             | Curtmetratge                                   | [ 48 ] |
| 2020 | Crisis                                           |                             | Curtmetratge                                   | [ 49 ] |
| 2021 | Diablada                                         | Rosaura Meneses             |                                                | [ 50 ] |
| 2021 | La mirada incendiada                             |                             |                                                | [ 51 ] |

### Vídeos musicals
| Any  | Títol    | Artista                            | Paper             | Ref.   |
| ---- | -------- | ---------------------------------- | ----------------- | ------ |
| 2017 | La Funa  | Joe Vasconcellos & Moral Distraída | La jefa           | [ 52 ] |
| 2019 | Pillanes | Pillanes                           | Mujer deambulante | [ 53 ] |

### Televisió
| Sèrie de televisió | Sèrie de televisió     | Sèrie de televisió         | Sèrie de televisió |
| Any                | Sèries                 | Rol                        | Canal              |
| ------------------ | ---------------------- | -------------------------- | ------------------ |
| 1995               | Amor a domicilio       | Brígida Gómez              | Canal 13           |
| 1996               | Adrenalina             | Raquel Trujillo            | Canal 13           |
| 1997               | Playa salvaje          | Susana Cáceres             | Canal 13           |
| 1999               | Fuera de control       | Pamela Duarte              | Canal 13           |
| 2000               | Sabor a ti             | Virginia Solano            | Canal 13           |
| 2001               | Piel canela            | Talula Vargas              | Canal 13           |
| 2002               | Buen partido           | Rita Ramírez               | Canal 13           |
| 2004               | Ídolos                 | Rita Riquelme              | TVN                |
| 2006               | Los Venegas            | Josefina López             | TVN                |
| 2007               | Fortunato              | Dulcinea Santos            | Mega               |
| 2010               | Volver a mí            | Julia Lafuente             | Canal 13           |
| 2013               | Ecos del desierto      | Marta Bertoni              | Chilevisión        |
| 2015               | Matriarcas             | Constanza Ríos             | TVN                |
| 2016               | Bala loca              | Patricia Fuenzalida        | Chilevisión        |
| 2017               | Una historia necesaria | Ana González de Recabarren | 13C                |
| 2020               | Helga y Flora          | Flora Gutiérrez            | Canal 13           |

## Teatre
- El despertar (1991-1997).
- Pervertimentos y otros gestos para nada (1993).
- La noche de la iguana (1994).
- Muerte de un funcionario público (1995).
- Telarañas (1996, 1998).
- Sht (2000).
- Ojos rotos (2001-2002).
- Firmas para el amor (2001-2002), Asistente de Dirección callejero.
- Circulando (2003).
- Ni ahí (2004).
- Inocencia (2004).
- En la sangre (2004).
- Putas errantes (2005-2006).
- El lugar de la misericordia (2006), Asistente de Dirección.
- Las Gallinas (2007).
- Las Brutas (2007).
- Los Mountainbikers (2008).
- Diatriba de la victoria (2009).
- Equívoca fuga de señorita apretando un pañuelo de encaje sobre su pecho (2009).
- Gladys (2011)
- Aquí están (2013)
- Víctor sin Víctor Jara (2013-14)
- De Rokha Trilogía de Tiernos y Feroces (2014)
- La viuda de Apablaza (2016)

## Premis i nominacions

### Teatre
| Any  | Premi         | Categoria                                | Obra       | Resultat   |
| ---- | ------------- | ---------------------------------------- | ---------- | ---------- |
| 2008 | Premi Altazor | Arts escèniques, Millor Actriu de Teatre | Las Brutas | Guanyadora |
| 2012 | Premi Altazor | Arts escèniques, Millor Actriu de Teatre | Gladys     | Guanyadora |

### Cinema
| Any  | Premi                                                            | Categoria                                  | Pel·lícula          | Resultat   |
| ---- | ---------------------------------------------------------------- | ------------------------------------------ | ------------------- | ---------- |
| 2007 | SANFIC                                                           | Menció Especial                            | La vida me mata     | Guanyadora |
| 2009 | Festival Internacional de Cinema a Guadalajara                   | Millor actriu                              | La nana             | Guanyadora |
| 2009 | Festival de Cinema Iberoamericà de Huelva                        | Millor actriu                              | La nana             | Guanyadora |
| 2009 | Turin Film Festival                                              | Millor actriu                              | La nana             | Guanyadora |
| 2009 | Festival de Cinema Llatinoamericà de Biarritz                    | Millor actriu                              | La nana             | Guanyadora |
| 2009 | Festival Internacional de Cinema de Cartagena de Indias          | Millor actriu                              | La nana             | Guanyadora |
| 2009 | Festival Internacional de Cinema de Miami                        | Millor actriu                              | La nana             | Guanyadora |
| 2009 | Festival Internacional del Nou Cinema Llatinoamericà de l'Havana | Millor actriu                              | La nana             | Guanyadora |
| 2009 | Festival de Cinema de Sundance                                   | World Cinema Special Jury Prize for Acting | La nana             | Guanyadora |
| 2009 | Premis People en Espanyol                                        | Millor actriu                              | La nana             | Nominada   |
| 2009 | Premis Gotham                                                    | Actor Revelació                            | La nana             | Guanyadora |
| 2009 | Premis Satellite                                                 | Millor actriu - Drama                      | La nana             | Nominada   |
| 2010 | Premis Dorian                                                    | Film performance of the year               | La nana             | Nominada   |
| 2010 | Premis Pedro Sienna                                              | Millor Interpretació Protagònica Femenina  | La nana             | Guanyadora |
| 2010 | Premi Altazor                                                    | Arts Audiovisuals - Millor actriu          | La nana             | Guanyadora |
| 2012 | Premis Pedro Sienna                                              | Mejor Interpretació Secundària Femenina    | Gatos Viejos        | Nominada   |
| 2016 | Premis Caleuche                                                  | Millor actriu de Suport en cinema          | Desastres Naturales | Nominada   |
| 2016 | Premis Pedro Sienna                                              | Mejor Interpretació Protagònica Femenina   | La Mujer de Barro   | Guanyadora |
| 2018 | Premis Caleuche                                                  | Millor actriu de suport en Cinema          | La Mentirita Blanca | Guanyadora |
| 2021 | Premis Caleuche                                                  | Millor actriu de Suport en Sèrie           | Casa de Angelis     | Guanyadora |